# Liste de massacres en Nouvelle-Zélande
Voici une liste d'événements appelés massacres qui se sont produits en Nouvelle-Zélande (les chiffres peuvent être approximatifs). Les massacres considérés comme faisant partie des campagnes des guerres de Nouvelle-Zélande sont énumérés séparément.

## Liste
| Nom                                                 | Date                  | Emplacement                  | Victimes | Méthodes                                                                                 | Remarques |
| --------------------------------------------------- | --------------------- | ---------------------------- | -------- | ---------------------------------------------------------------------------------------- | --- |
| Attentats de Christchurch                           | 15 mars 2019          | Christchurch, Canterbury     | 50       | Armes à feu                                                                              | 50 tués et 50 blessés. Le massacre a eu lieu dans deux mosquées à Christchurch. Brenton Tarrant a été accusé de meurtre,.                                                                                |
| Raurimu massacre                                    | 8 février 1997        | Raurimu, King Country        | 6        | Armes à feu (fusil de chasse à un canon scié)                                            | 6 tués et 4 blessés. Stephen Anderson a été déclaré non coupable de meurtre pour cause de folie,. |
| New Empire Hotel arson                              | 4 février 1995        | Hamilton                     | 6        | Feu                                                                                      | Alan Wayne Lory reconnu coupable d'homicide involontaire. |
| Bain family murders                                 | 20 juin 1994          | Dunedin                      | 5        | Armes à feu (.22lr semi-automatique)                                                     | David Bain a été reconnu coupable, mais est acquitté lors d'un nouveau procès. Si David Bain n'est pas le tueur, les preuves suggèrent que le coupable le plus probable était Robin Bain (un des morts). |
| Ratima family murders                               | 26 juin 1992          | Masterton                    | 7        | Marteau, couteau                                                                         | Raymond Wahia Ratima reconnu coupable de meurtre |
| Schlaepfer family murders                           | 20 mai 1992           | Paerata, Auckland Region     | 7        |                                                                                          | Le tireur (Brian Schlaepfer) parmi les morts. |
| Massacre d'Aramoana                                 | 13-14 novembre 1990   | Aramoana, Otago              | 14       |                                                                                          | 3 (officieusement 4) blessés. Le tireur (David Gray) parmi les morts. |
| Noema Rika murders                                  | 27 mai 1951           | Otaki, Kapiti Coast          | 5        |                                                                                          | Le tireur (Rika) parmi les morts |
| Camp de prisonniers de guerre de Featherston        | 25 février 1943       | Featherston, Wairarapa       | 49       |                                                                                          | et aussi 80 blessés |
| 1941 Kowhitirangi shootings                         | 8-20 octobre 1941     | Kowhitirangi, West Coast     | 8        |                                                                                          | Le tireur (Stanley Graham) parmi les morts |
| Henare Hona murders                                 | 21 octobre 1934       | Morrinsville, Waikato        | 6        |                                                                                          | Tireur (Hona) parmi les morts |
| Himatangi tragedy                                   | 6 septembre 1929      | Himatangi, Manawatu          | 7        |                                                                                          | Fusillade non résolue et incendie criminel, peut-être meurtre/suicide. |
| Waikino schoolhouse shooting                        | 19 octobre 1923       | Waikino, near Waihi          | 2        | Arme à feu (.32-cal pistolet), également armée de 3 bâtonnets de gélignite (non utilisé) | 2 tués et 6 blessés. L'agriculteur local John Christopher Higgins a cherché à se venger des persécutions présumées,.                                                                                     |
| Maungatapu murders                                  | 21 février 1866       | Maungatapu, Tasman           | 5        |                                                                                          | Trois membres d'un gang dirigé par Richard Burgess ont été pendus pour les meurtres |
| Finnigan family murders                             | Septembre 1865        | Otahuhu, Auckland            | 4 ou 5   |                                                                                          | Aussi écrit Finnegan dans les sources contemporaines. James Stack a été condamné et pendu en avril 1866.                                                                                                 |
| Maketū Wharetōtara murders                          | 1841                  | Kororareka, Northland        | 5        |                                                                                          | Maketū Wharetōtara Kīngi, également connu sous le nom de Wiremu Kīngi Maketū, est devenu la première personne officiellement exécutée en Nouvelle-Zélande (7 mars 1842),.                                |
| Invasion of the Chatham Islands                     | Novembre 1835         | Chatham Islands              | 2000     | Une partie de la guerre des mousquets                                                    | |
| Siege of Pukerangiora                               | Novembre 1831         | Waitara River, Taranaki      | 1200     | Une partie de la guerre des mousquets                                                    | |
| Massacre du Boyd                                    | Décembre 1809         | Whangaroa Harbour, Northland | 66       |                                                                                          | |
| Revenge attacks following death of Marion du Fresne | 13 juin- juillet 1772 | Bay of Islands, Northland    | 250      |                                                                                          | |
| Death of Marion du Fresne                           | 12 juin 1772          | Bay of Islands, Northland    | 26       |                                                                                          | |

## Massacres pendant les guerres maoris
Voici une liste d'événements appelés massacres qui ont eu lieu dans le cadre des guerres de Nouvelle-Zélande (les chiffres peuvent être approximatifs) :
| Nom                       | Date             | Emplacement            | Victimes | Remarques                                                                                                 |
| ------------------------- | ---------------- | ---------------------- | -------- | --- |
| Mohaka massacre           | 10 avril 1869    | Mohaka, Hawke's Bay    | 68       | Une partie de la guerre de Te Kooti                                                                       |
| Pukearuhe massacre        | 13 février 1869  | Pukearuhe, Taranaki    | 8        | Attaque de la redoute de Pukearuhe par un groupe armé de Maniapoto Ngāti                                  |
| Ngatapa massacre          | 5 janvier 1869   | Ngatapa, Gisborne      | 120      | Une partie de la guerre de Te Kooti                                                                       |
| Poverty Bay massacre      | 10 novembre 1868 | Poverty Bay, Gisborne  | 54       | Une partie de la guerre de Te Kooti                                                                       |
| Rangiaowhia massacre      | 21 février 1864  | Rangiaowhia, Waikato   | 11       | Une partie de la guerre de Waikato                                                                        |
| Gilfillan family killings | 18 avril 1847    | Wanganui               | 4        | Un acte d'utu (vengeance) pour le meurtre d'un chef de la famille Gilfillan lors de la campagne Wanganui. |
| Massacre de Wairau        | 17 juin 1843     | Tuamarina, Marlborough | 26       | 8 blessés                                                                                                 |